# Planggaran Barat
Planggaran Barat is een bestuurslaag in het regentschap Sampang van de provincie Oost-Java, Indonesië. Planggaran Barat telt 1742 inwoners (volkstelling 2010).